# Northrop Grumman E-10 MC2A
El Northrop Grumman E-10 MC2A fue planeado como un avión militar multi tarea destinado a reemplazar los aviones E-3 Sentry y E-8 Joint STARS basados en el Boeing 707, el E-4B basado en el Boeing 747, y el RC-135 Rivet Joint en servicio en los Estados Unidos. El E-10 estaba basado en el avión comercial Boeing 767-400ER.

## Desarrollo
En 2003, al equipo MC2A de Northrop Grumman, Boeing y Raytheon se le concedió un contrato de 215 millones de dólares por el desarrollo pre-SSD (Sistema de Desarrollo y Demostración) del avión. MC2A es el acrónimo de Avión Multi-Sensor de Mando y Control. El MC2A estaba destinado a ser el centro definitivo de control de combate de teatro de operaciones.
Aunque el avión Northrop Grumman E-8 Joint STARS era un desarrollo reciente, es el último de los modelos basados en el 707. Instalar los sistemas de alta tecnología previstos para el MC2A en una célula cada vez más obsoleta no proporcionaría la capacidad requerida. La disponibilidad de potentes y fiables turbofán permitían considerar un bimotor a reacción.
En agosto de 2003, Air International informó que el objetivo de integrar radares de búsqueda aérea y terrestre se había abandonado. Las razones mencionadas fueron la interferencia electrónica entre el radar de barrido electrónico activo (AESA) y los radares de vigilancia terrestre, así como los requerimientos de potencia de ambos sistemas. En cambio, la USAF decidió planificar dos flotas separadas de E-10 para integrarse con el propuesto sistema de radar espacial, los activos ELINT/SIGINT basados en el aire y el espacio y satélites IMINT basados en el espacio. Existiría una autoridad de mando central sobre todas las fuerzas aéreas, terrestres y marítimas en un teatro de combate. El E-10 también fue considerado para ser usado como centro de mando de vehículos aéreos de combate no tripulados (UCAV).
La capacidad del MC2A aumentaría de forma incremental, siendo conocida cada una de las fases como "espiral".
Espiral 1
Programa de Inserción de Tecnología Radar Multiplataforma (MP-RTIP): esta versión habría proporcionado una sustancial capacidad de Defensa contra Misiles de Crucero (CMD) Conjunta con modos enfocados AMTI y aumento del E-8 Joint STARS en la tarea de vigilancia terrestre.
Espiral 2
Capacidad AWACS: esta versión habría reemplazado al E-3. Se esperaba que la versión Espiral 2 usara una variante del Radar de Barrido Electrónico Multi-Tarea del Boeing Wedgetail.
Espiral 3
Plataforma SIGINT: esta versión estaba pensada para reemplazar a una amplia gama de aviones SIGINT/ELINT. No se realizaron planes para desarrollar esta versión.

### Reducción y cancelación
En enero de 2006, la solicitud de presupuestos Fuerza Aérea FY07 reveló una reorganización del programa E-10 con la cancelación del programa SSD. Los fondos se mantuvieron para el desarrollo y pruebas de un único avión de demostración, ahora conocido como Programa de Desarrollo de Tecnología (TDP) E-10A. La fase TDP probaría en vuelo el radar de Vigilancia de Amplia Área (WAS) MP-RTIP, y dirigía demostraciones en vuelo de la Capacidad de Defensa contra Misiles de Crucero (CMD) del E-10A. La eliminación del SSD fue diseñada para ser una medida de reducción de costes y parte de una mayor reorganización y redefinición de las misiones de la Fuerza Aérea, incluyendo la retirada de las flotas de Boeing E-4B y Lockheed F-117A Nighthawk, así como la eliminación de todos los Boeing B-52H Stratofortress, excepto 58 ejemplares.
El E-10 desapareció finalmente al final del Año Fiscal 2007, ya que las presiones del presupuesto y las pujantes prioridades lo empujaron completamente fuera del presupuesto. La USAF mantuvo fondos para el radar MP-RTIP y puede ponerlo finalmente en el E-8, o en un nuevo avión, posiblemente la misma célula que el próximo cisterna. La más pequeña versión del radar AESA MP-RTIP diseñado para ser volado en el Northrop Grumman RQ-4B Global Hawk está siendo probado en vuelo en el avión Scaled Composites Proteus. Boeing había mantenido el prototipo del E-10 (767-400ER) en Paine Field en Everett, Washington, hasta que fue vendido a Baréin en enero de 2009 para convertirlo en un transporte vip.

## Especificaciones (767-400ER con motores PW4000)
Referencia datos: Boeing 767-400ER

### Características generales
- Tripulación: Dos + tripulación de misión
- Longitud: 61,3 m (201,1 ft)
- Envergadura: 51,9 m (170,3 ft)
- Altura: 16,8 m (55,1 ft)
- Peso vacío: 103 872 kg (228 933,9 lb)
- Peso máximo al despegue: 204 116 kg (449 871,7 lb)
- Planta motriz: 2× turbofán de alta derivación Pratt & Whitney PW4000-94.
  - Empuje normal: 281,6 kN (28 712 kgf; 63 300 lbf) de empuje cada uno.

### Rendimiento
- Velocidad nunca excedida (Vne): 1061,9 km/h (660 MPH; 573 kt)
- Velocidad crucero (Vc): 987,8 km/h (614 MPH; 533 kt)
- Alcance: 10 370 km (5599 nmi; 6444 mi)
- Techo de vuelo: 12 200 m (40 026 ft)

## Aeronaves relacionadas

### Desarrollos relacionados
- Boeing 767
- Boeing KC-767
- Boeing E-767
- Boeing 737 AEW&C

### Aeronaves similares
- Boeing E-3 Sentry
- Boeing EC-135
- Northrop Grumman E-8 Joint STARS

### Secuencias de designación
- Secuencia E- (Aviones con instalación Electrónica especial estadounidenses, 1962-presente): ← E-7 - E-8 - E-9 - E-10 - E-11